# Comtat de Niobrara

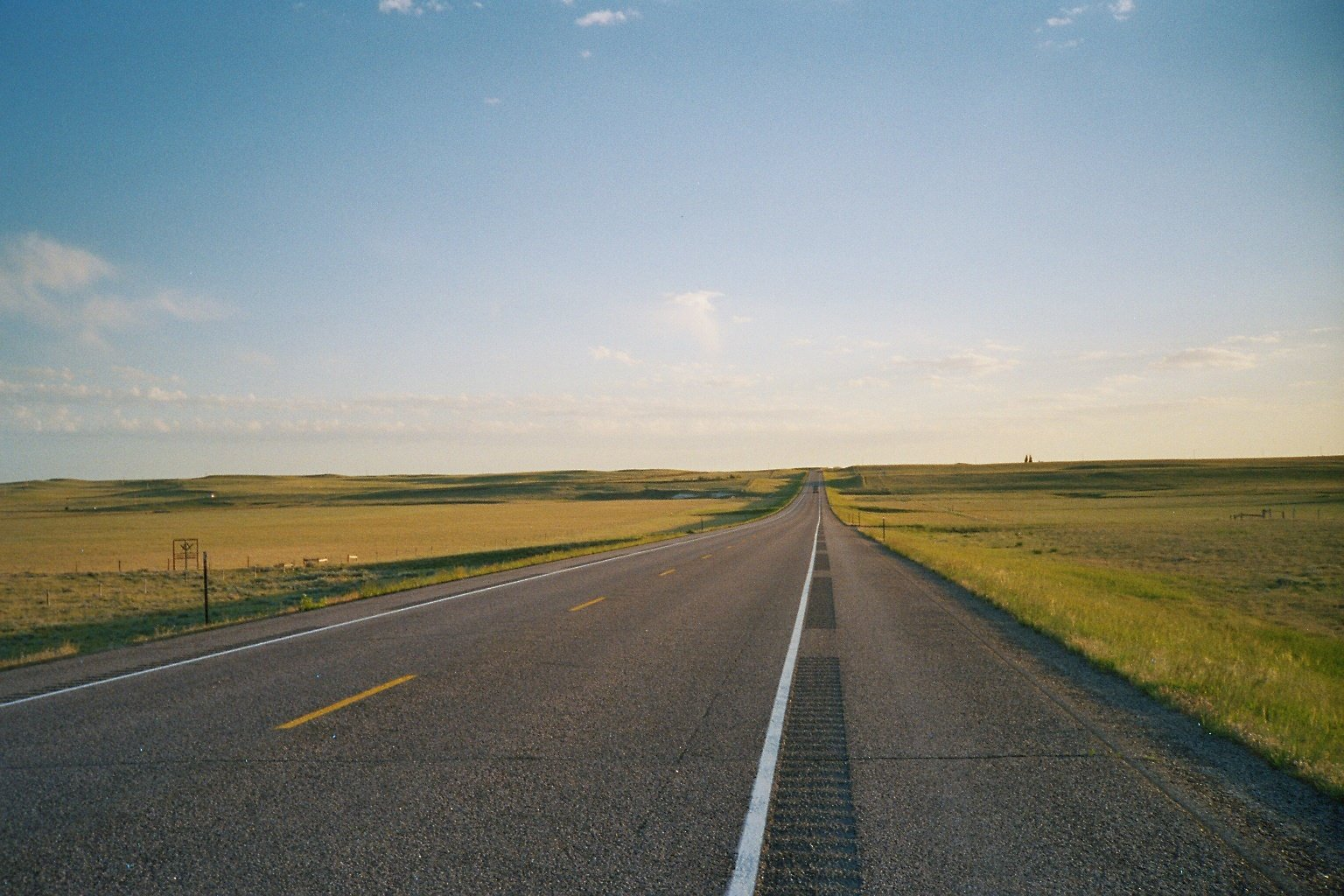
Vista del comtat

El Comtat Niobrara és un comtat dels Estats Units a Wyoming. La població era de 2.407 habitants al cens del 2000, fent-lo el comtat menys populós de l'estat. La seu del comtat és Lusk.
|                  | Comtat de Weston | Comtat de Custer (Dakota del Sud)     |
|                  |                  | Comtat de Fall River (Dakota del Sud) |
| Comtat de Platte | Comtat de Goshen | Comtat de Sioux (Nebraska)            |

## Entitats de població
- Pobles (Towns)
  - Lusk
  - Manville
  - Van Tassell
- Llocs designats pel cens (Census-designated place):
  - Lance Creek